# نوردایش (دیتمارشن)
نوردایش (به آلمانی: Norddeich) یک شهر در آلمان است که در دیمارشن واقع شده‌است. نوردایش ۴۴۱ نفر جمعیت دارد.